# Tamba (geslacht)
Tamba is een geslacht van vlinders van de familie spinneruilen (Erebidae).

## Soorten
- T. andrica Prout, 1932
- T. angulata Candèze, 1927
- T. apicata Hampson, 1902
- T. ardescens Prout, 1926
- T. basiscripta Walker, 1864
- T. capatra Swinhoe, 1903
- T. carneotincta Hampson, 1926
- T. carnitincta Hampson, 1926
- T. cinnamomea Leech, 1900
- T. coeruleobasis Kobes, 1983
- T. corealis Leech, 1889
- T. cosmoloma Prout, 1928
- T. costinotata Butler, 1881
- T. cyrtogramma Turner, 1908
- T. chloroplaga Bethune-Baker, 1906
- T. decolor Walker, 1865
- T. delicata Prout, 1932
- T. diaphora Prout, 1932
- T. dichroma Prout, 1932
- T. dinawa Bethune-Baker, 1906
- T. elachista Hampson, 1926
- T. elegans Pagenstecher, 1884
- T. euryodia Prout, 1932
- T. flaviolata Hampson, 1926
- T. fulvivenis Bethune-Baker, 1910
- T. gensanalis Leech, 1889
- T. grandis Turner, 1933
- T. griseipars Hampson, 1926
- T. hemiionia Hampson, 1926
- T. hieroglyphica Hampson, 1926
- T. ionomera Hampson, 1926
- T. kebea Bethune-Baker, 1906

- T. lahera Swinhoe, 1897
- T. lineifera Walker, 1865
- T. lorio Swinhoe, 1903
- T. magniplaga Swinhoe, 1902
- T. meeki Bethune-Baker, 1906
- T. megaspila Warren, 1903
- T. mnionomera Hampson, 1926
- T. multiplaga Swinhoe, 1901
- T. nigrilinea Walker, 1869
- T. nigrilineata Wileman, 1915
- T. ochra Prout, 1932
- T. ochracea Prout, 1932
- T. ochreistriga Bethune-Baker, 1906
- T. palliolata Swinhoe, 1890
- T. parallela Wileman, 1915
- T. plumipes Hampson, 1926
- T. prunescens Hampson, 1926
- T. punctistigma Hampson, 1895
- T. reduplicalis Walker, 1865
- T. rufipennis Hampson, 1895
- T. scopulina Hampson, 1926
- T. sidonalis Swinhoe, 1917
- T. sobana Kobes, 1983
- T. splendida Prout, 1926
- T. submicacea Walker, 1869
- T. syndesma Lower, 1903
- T. tephraea Turner, 1909
- T. tessellata Bethune-Baker, 1906
- T. thermeola Hampson, 1926
- T. usurpatalis Walker, 1858
- T. vandenberghi Prout, 1932
- T. vinolia Hampson, 1895